# L'abbraccio del ragno
L'abbraccio del ragno (Ein Toter hing im Netz) è un film horror fantascientifico del 1960 diretto da Fritz Böttger.

## Trama
Durante in viaggio aereo un incidente fa precipitare il velivolo, Gary e le donne che lavorano per lui (in un night club di New York ) cercano di sopravvivere in una piccola isola dove sembra viva un ragno enorme.

## Distribuzione
La pellicola è entrata nel pubblico dominio negli Stati Uniti.